# Ermita de la Virgen de los Desamparados (Valencia)
La Ermita de la Virgen de los Desamparados o Ermita de Sogueros o Ermita de Marchalenes (en valenciano: Ermita de la Mare de Déu dels Desamparats) era una ermita dedicada a la Virgen de los Desamparados levantada en el año 1908 en la actual esquina de la Calle de Málaga con la Calle de la Alquería de la Estrella en el barrio de Marchalenes de la ciudad de Valencia, junto a un huerto propiedad, ambos, del Gremio de Sogueros (en valenciano: Gremit dels Corders). Fue derribada a finales de la década de los años 60.

## Descripción
Tras realizar una visita a la ermita, el erudito valenciano don Luis B. Lluch Garín dijo: “De la ermita no queda más que el edificio. Toda su fábrica es de ladrillo, y sus hastiales de mampostería. Su estilo gótico adornado con fajones impostados, óculos, arcos apuntados y tímpanos, tiene como remate una airosa y elegante espadaña de dos hornacinas con cruz y veleta de hierro labrado. La planta es rectangular, y termina formando un ábside con tres nichos para imágenes. En sus paredes resaltan unas pilastras dóricas y un cornisamento que sirve de asiento a un techo plano. La entrada la ocupa un coro con barandilla de hierro”.

## Historia
Durante más de 200 años el Gremio de Sogueros tuvo una capilla junto a la Calle En Sendra pero en 1908 decidió trasladarse a las afueras de Valencia, a Marchalenes, y comprar a Don Vicente Palau más de 10 hanegadas de huerta donde construye la nueva ermita dedicada a la Virgen de los Desamparados.
Durante la guerra civil española (1936-1939), destrozaron el interior de la ermita, y las imágenes fueron quemadas junto a la orilla de la acequia de Mestalla. Tras la guerra la ermita fue utilizada como taller fallero, hasta que fue derribada a finales de la década de 1960.

## Culto
El altar mayor se encontraba presidido por una imagen de la Virgen de los Desamparados (atribuida a Ignacio Vergara), coronada una semana después que la de Valencia. En otro de los altares se encontraban la Virgen del Rosario, patrona del arrabal de Marchalenes, San Juan Bautista, y el Cristo de la Sangre, primer patrono del Gremio de Sogueros.